# Ian Whyte (basket-ball)
Pour les articles homonymes, voir Whyte.
Ne doit pas être confondu avec Ian Whyte (chef d'orchestre).
Ian Whyte est un ancien basketteur professionnel britannique reconverti dans le cinéma. Il est né le 17 septembre 1971 à Bangor et est connu pour avoir endossé le costume de Predator dans Alien vs. Predator et Aliens vs. Predator: Requiem, succédant ainsi au défunt acteur Kevin Peter Hall. En 2008, il a participé à l'adaptation cinématographique du manga Dragon Ball, dans laquelle il joue le rôle de Oozaru dans certaines scènes. Il a incarné le rôle de l'Ingénieur dans le film Prometheus. Il remplace aussi en 2012 Conan Stevens dans le rôle de Gregor Clegane dans la série télévisée Le Trône de fer lors de la saison 2. 
Il mesure 2,16 m.

## Filmographie
- 2004 : Alien vs. Predator : les Predators Scar, Celtic et Chopper
- 2007 : Alien vs Predator : Requiem : le Predator Wolf
- 2009 : Solomon Kane : L'envoyé du Diable
- 2009 : Dragonball Evolution
- 2010 : Outcast (en) : La bête
- 2010 : Le Choc des Titans
- 2012 : Prometheus : Le dernier Ingénieur
- 2012 : Game of Thrones (série TV) : Un Marcheur Blanc (saison 1) / Gregor Clegane (saison 2) / Dongo (saison 3 et 4) / WunWun (saison 5 et 6)
- 2014 : Hercule
- 2015 : Le Roi Scorpion 4 : La Quête du pouvoir : Prince Duae
- 2015 : Star Wars, épisode VII : Le Réveil de la Force
- 2016 : Rogue One: A Star Wars Story : Moroff
- 2017 : Star Wars, épisode VIII : Les Derniers Jedi : Bollie Prindel